# Tesfay Medhin
Tesfay Medhin, auch Tesfaselassie Medhin, (* 8. Januar 1953 in Alitena, Äthiopien) ist Bischof der Eparchie Adigrat der äthiopisch-katholischen Kirche.

## Leben
Tesfay Medhin empfing am 4. April 1980 die Priesterweihe.
Papst Johannes Paul II. ernannte ihn 2001 zum sechsten Bischof der Eparchie Adigrat der Äthiopisch-Katholischen Kirche. Die Bischofsweihe spendete ihm am 20. Januar 2002 der Erzbischof von Addis Abeba, Berhaneyesus Demerew Souraphiel CM; Mitkonsekratoren waren sein 2009 verstorbener Amtsvorgänger Kidane-Mariam Teklehaimanot sowie Bishop Yohannes Woldegiorgis, Apostolischer Vikar von Meki.
Er gehört dem Verwaltungsrat der Vereinigung der Bischofskonferenzen Ostafrikas (AMECEA) an und vertritt darüber hinaus Äthiopien in der AMECEA. Unter seiner Schirmherrschaft stand OVC-Projekt, das ab 2010 in Zusammenarbeit mit dem Rahel-Bildungsprojekt benachteiligte Jugendliche – meist junge Frauen – in Adigrat während ihres Studiums oder ihrer Ausbildung förderte.